# 곽도규
곽도규(2004년 4월 12일~)는 대한민국의 야구 선수로 현재 KBO 리그 KIA 타이거즈의 투수로 활동하고 있다.

## 선수 경력
2022년 10월 KIA 타이거즈와 신인 계약을 맺었으며 이듬해인 2023년에 KIA 타이거즈에 입단했다. 그 해 4월 13일 한화 이글스와의 경기에 구원 등판하며 데뷔 첫 경기를 치렀고, 경기에서 1.1이닝 1실점을 기록했다.
시즌 종료 후인 2023년 11월에 캔버라 캐벌리에 파견 형식으로 입단했으며 4라운드 이후 대한민국으로 귀국하여 KIA 타이거즈에 복귀했다.

## 출신 학교
- 도척초등학교
- 여강중학교(전학) → 공주중학교
- 공주고등학교

## 통산 기록
| 연도 | 팀명  | 평균자책점 | 경기 | 완투 | 완봉 | 승 | 패 | 세 | 홀 | 승률 | 타자 | 이닝 | 피안타 | 피홈런 | 볼넷 | 사구 | 탈삼진 | 실점 | 자책점 |
| ---- | ----- | ---------- | ---- | ---- | ---- | -- | -- | -- | -- | ---- | ---- | ---- | ------ | ------ | ---- | ---- | ------ | ---- | ------ |
| 2023 | KIA   | 8.49       | 14   | 0    | 0    | 0  | 0  | 0  | 0  | -    | 61   | 12⅔  | 14     | 0      | 10   | 2    | 14     | 11   | 11     |
| 통산 | 1시즌 | 8.49       | 14   | 0    | 0    | 0  | 0  | 0  | 0  | -    | 61   | 12⅔  | 14     | 0      | 10   | 2    | 14     | 11   | 11     |

## 예능 프로그램
- 2024년 MBC 나 혼자 산다 게스트 (2024년 12월 20일 방송분 출연)